# Oskrzela

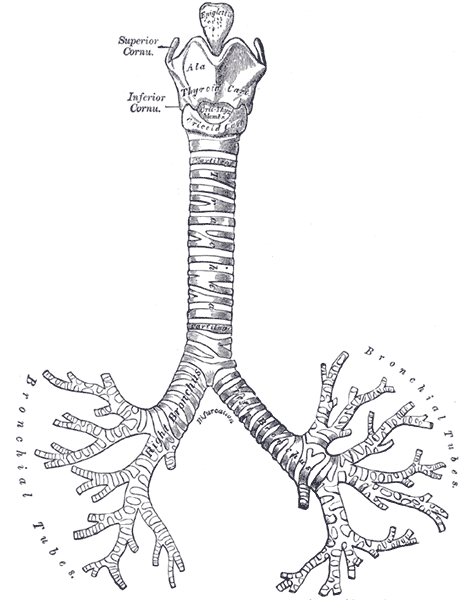
Przedni widok chrząstek krtani, tchawicy i oskrzeli.

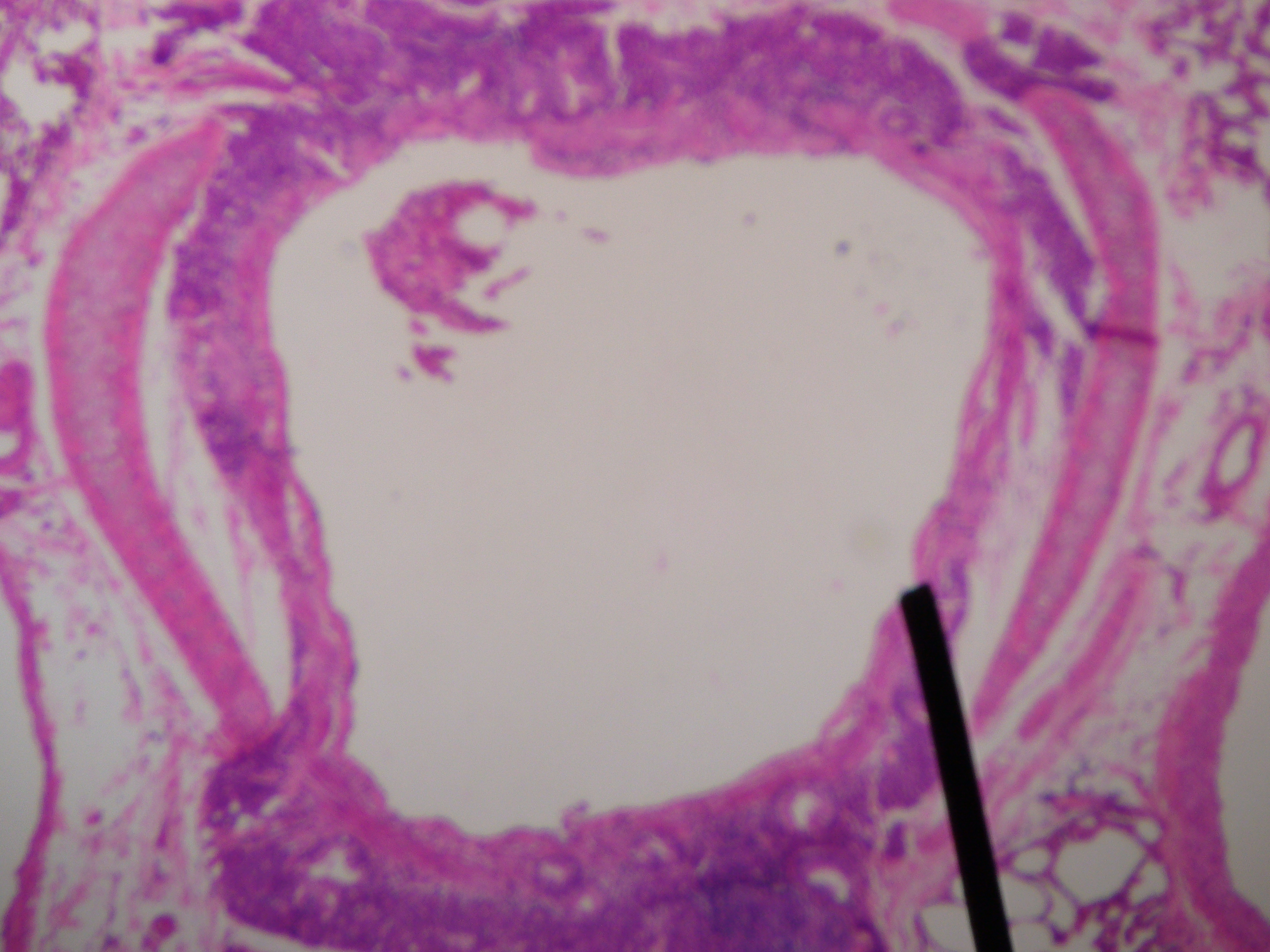
Przekrój poprzeczny przez ludzkie oskrzele drugorzędowe.

Oskrzela (łac. bronchi; l.poj. bronchus), drzewo oskrzelowe to część układu oddechowego, położona pomiędzy tchawicą a oskrzelikami.
Jest to zespół rozgałęziających się rurek, o średnicy większej niż 1 mm, doprowadzających i odprowadzających powietrze do/z płuc.
Ściana oskrzeli wysłana jest błoną śluzową z nabłonkiem wielorzędowym migawkowym umożliwiającym czynne przemieszczanie się śluzu do większych oskrzeli/tchawicy. W stanie równowagi fizjologicznej w ścianie oskrzeli stwierdza się obecność makrofagów, komórek tucznych i limfocytów. Umięśnienie składa się z mięśni gładkich, skurcz tych mięśni to jeden z mechanizmów prowadzących do ataku astmy oskrzelowej. W zależności od wielkości oskrzela, chrząstka pomagająca w utrzymaniu kształtu oskrzela występuje jako pierścienie, małe płytki bądź wysepki.

## Drzewo oskrzelowe
Drzewo oskrzelowe to system dróg doprowadzających powietrze do drzewa oddechowego, w którym następuje wymiana gazowa. Oba drzewa mają razem 23 generacje (podziały rozgałęzień), z czego pierwszych 16 stanowią drzewo oskrzelowe. Pomiędzy generacjami 17-20 pojawiają się już pneumocyty I i II rzędu i zachodzi wymiana gazowa w coraz znaczniejszym stopniu aż do generacji 23 - pęcherzyków płucnych. 
U człowieka na wysokości IV krążka międzykręgowego tchawica dzieli się na 2 oskrzela główne:

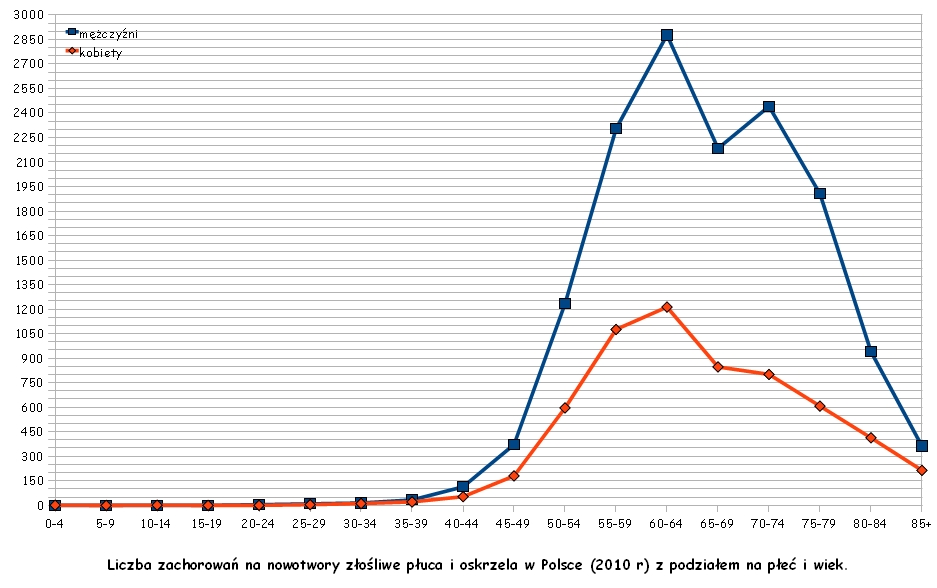
Zachorowalność na nowotwory płuc i oskrzeli

- oskrzele główne prawe (grubsze i krótsze 2,5 cm i przebiega bardziej pionowo, to zwykle do niego wpada ciało obce), dzieli się dalej na:
  - oskrzele płatowe górne prawe (oskrzele to odchodzi od oskrzela górnego prawego jeszcze przed wejściem do płuca prawego, dlatego ze względu na położenie we wnęce płucnej względem tętnicy płucnej jest nazywane oskrzelem nadtętniczym - bronchus eparterialis)
  - oskrzele płatowe środkowe (oskrzele pośrednie to odcinek oskrzela głównego pomiędzy oskrzelem górnopłatowym a dolnopłatowym)
  - oskrzele płatowe dolne prawe
- oskrzele główne lewe (cieńsze, dłuższe, 5 cm, biegnące bardziej poziomo)
  - Oskrzele płatowe górne lewe
  - Oskrzele płatowe dolne lewe

Oskrzela płatowe dzielą się na oskrzela segmentowe. Do każdego oskrzela segmentowego jest przypisany segment płucny, 10 w płucu prawym i 8 w płucu lewym. Oskrzela segmentowe dzielą się na podsegmentowe a następnie na oskrzeliki i oskrzeliki końcowe.
Badanie pozwalające na wizualizację oskrzeli to bronchoskopia.

## Schorzenia
- astma oskrzelowa
- ostre zapalenie oskrzeli i przewlekłe zapalenie oskrzeli
- rozstrzenie oskrzeli
- rak oskrzela